# 露兜树叶野长蒲
露兜树叶野长蒲（学名：Mapania sumatrana subsp. pandanophylla）为莎草科擂鼓艻属下野长蒲的一个亚种。